# مینتو (حوزه سرشماری)، نیویورک
مینتو (به انگلیسی: Minetto) یک منطقهٔ مسکونی در ایالات متحده آمریکا است که در شهرستان آزویگو، نیویورک واقع شده‌است. مینتو ۹٫۳ کیلومتر مربع مساحت و ۱٬۰۶۹ نفر جمعیت دارد و ۹۹ متر بالاتر از سطح دریا واقع شده‌است.